# Gradina (gmina Vlasenica)
Gradina (cyr. Градина) – wieś w Bośni i Hercegowinie, w Republice Serbskiej, w gminie Vlasenica. W 2013 roku liczyła 395 mieszkańców.